# Distretto di Ards e North Down
Il distretto di Ards e North Down è uno dei distretti dell'Irlanda del Nord, nel Regno Unito. 
È stato creato nell'ambito della riforma amministrativa entrata in vigore nell'aprile del 2015 unendo i territori dei distretti di Ards e North Down.
Il territorio del distretto comprende la penisola di Ards, lo Strangford Lough e la parte meridionale del Belfast Lough.